# Головачёва, Лидия Ивановна
Лидия Ивановна Головачёва (25.10.1937, Тамбов — 15.06.2011) — советский и российский китаевед и переводчик, специалист по новейшей истории Китая, древнекитайской философии (Конфуций, Лаоцзы), древней китайской иероглифике, роли конфуцианства в современной цивилизации. Кандидат исторических наук (1981). Дети: сын, Головачёв Валентин Цуньлиевич (востоковед, китаевед, доктор исторических наук, переводчик, журналист).

## Биография
Родились 25 октября 1937 в Тамбове в семье архитектора И. Г. Головачёва и врача-хирурга Т. И. Нелькиной. В 1946 с родителями переехала в Севастополь.
В 1960 окончила ЛИСИ, в 1975 — Востфак ЛГУ. В 1961—1969 жила в Пекине, преподавала русский язык в университете Цинхуа. Приглашенный профессор Аньхуэйского, Наньчанского и Пекинского университетов (в 1994 и в 1999). Сотрудник института истории, археологии и этнографии народов Дальнего Востока ДВНЦ АН СССР — ДВО РАН (Владивосток, 1975—1999), Института востоковедения НАН Украины (2001—2002). Автор около 100 научных работ.
Тема кандидатской диссертации: «Механизм перевоспитания кадровых работников в годы маоистской „культурной революции“ в Китае». По этой теме депонированы две монографии. С начала 1980-х и до 2011 изучала «Лунь юй» и «Дао дэ цзин». В 1992 издала первый (за советское время) полный перевод «Луньюй» на русский язык (журнал «Рубеж»). Главная научная тема — Конфуций, переводы «Луньюй», циньская реформа письма (т. н. «пре-синология»), переводы и исследования трактата «Дао-Дэ цзин». Автор переводов с китайского и английского на русский язык нескольких научных и художественных книг о Китае, в том числе китайском даосизме, цигун, истории советско-китайских отношений.
Умерла 15 июня 2011 г. в поезде Санкт-Петербург — Севастополь, во время стоянки на вокзале г. Орёл.

## Научные публикации
1979
- К вопросу о возникновении маоистской традиции «воспитательного подхода» к кадрам/ АН СССР. ДВНЦ. Ин-т истории, археологии и этнографии народов Дал. Востока. Владивосток, 1979. 30с. Рукопись депонирована в ИНИОН АН СССР. № 4407
- «Культурная революция» в КНР и некоторые вопросы преобразования КПК// Материалы 4-й науч. конф. по проблемам новейшей истории Китая, посвященной анализу 30-летнего развития КНР (1949—1979 гг.)/ АН СССР. Ин-т Дал. Востока. М., 1979. С.181-188

1980
- Механизм идейно-психологической обработки кадров в период «культурной революции» в КНР (1966—1971 гг.): автореф. дис. … канд. ист. наук/ АН СССР. Ин-т Дал. Востока. М., 1980. 19с.

1981
- Изучение «культурной революции» в КНР с помощью метода моделирования// Опыт и уроки истории КПК: (к 60-летию образования партии): тез. докл. науч. конф. … / АН СССР. Ин-т Дал. Востока. М., 1981. [Ч.1]. С.84-90
- "Культурная революция в КНР: механизм маоистского «воспитательного подхода» к кадрам (1966—1971 гг.)/ АН СССР. ДВНЦ. Ин-т истории, археологии и этнографии народов Дал. Востока. Владивосток, 1981. 235с. Библиогр.: С.206-236. Рукопись депонирована в ИНИОН АН СССР. № 11209
- Сост.: История Маньчжурии XVII—XX вв.: библиогр. указ./ АН СССР. ДВНЦ. Ин-т истории, археологии и этнографии народов Дал. Востока. Владивосток, 1981
- Кн.: 1: Труды по истории Маньчжурии на русском языке (1781—1975 гг.). 344 с. Совм. с др.
- Демократия «по-пекински» У карты Тихого океана. Сборник материалов в помощь пропагандистам, политинформаторам и агитаторам. Владивосток, 1981, № 3, С.32-34

1982
- К вопросу о маоистской теории «воспитательного подхода» к кадрам// Традиции Китая и «четыре модернизации». М., 1982. Ч.1. С.170-188. (Информ. бюл./ АН СССР. Ин-т Дал. Востока, № 33)
- «Культурная революция» на Северо-Востоке КНР (1966—1971 гг.)/ АН СССР. ДВНЦ. Ин-т истории, археологии и этнографии народов Дал. Востока. Владивосток, 1982. 219с. Библиогр.: С.203-219. Рукопись депонирована в ИНИОН АН СССР. № 18197

1983
- О взаимосвязи понятий «жэнь» — «чжи» — «сюэ» в раннеконфуцианском памятнике «Лунь юй»// XIV науч. конф. «Общество и государство в Китае»: тез. и докл./ АН СССР. Ин-т востоковедения. М., 1983. Ч.1. С.84-91

1984
- Снова «чжэнфэн»// У карты Тихого океана. Сборник материалов в помощь пропагандистам, политинформаторам и агитаторам. Владивосток, 1984, № 3(110), С.33-37

1985
- Герберт Фингаретт и требование «депсихологизировать» Конфуция// XVI науч. конф. «Общество и государство в Китае»: тез. и докл./ АН СССР. Ин-т востоковедения. М., 1985. Ч.1. С.42-49
- «Неважно, какая кошка…»// У карты Тихого океана. Сб. материалов в помощь пропагандистам, политинформаторам и агитаторам. Владивосток, 1985, № 6(125), С.28-37

1986
- К текстологическому анализу 38-го чжана «Даодэцзина»// Теоретические проблемы изучения литератур Дальнего Востока: тез. 12-й науч. конф./ АН СССР. Ин-т востоковедения. М., 1986. Ч.1. С.73-81
- Китайская Народная Республика. [Ч].1. Провинция Цзилинь/ АН СССР. ДВНЦ. Ин-т истории, археологии и этнографии народов Дал. Востока. Препринт. Владивосток, 1986. 37с.
- О взаимосвязи понятий «жэнь», «сяо», «чжун» в раннеконфуцианском памятнике «Лунь юй»// XVII науч. конф. «Общество и государство в Китае»: тез. докл./ АН СССР. Ин-т востоковедения. М.,1986. Ч.1. С.127-132
- Сост.: История Северо-Восточного Китая XVII—XX вв.: библиогр. указ.: в 2 ч./ АН СССР. ДВНЦ. Ин-т истории, археологии и этнографии народов Дал. Востока. М.: Наука, 1986. 794с.
- Ч.1: [Литература на китайском, японском и западноевропейских языках]. С.1-446. Совм. с др.
- Ч.2: [Продолжение]. С.451-794. Совм. с др.
- О подготовке специалистов с высшим и средним образованием в Северо-Восточном Китае // Сб. статей: Вопросы экономики, истории, внешней и внутренней политики стран Дальнего Востока. / М.: ИДВ АН СССР. ДСП. Ч.1. С.180-186.

1987
- Образ цзюнь-цзы — веха нравственного прогресса// XVIII научн. конф. «Общество и государство в Китае»: тез. докл./АН СССР. Ин-т востоковедения. М., 1987. Ч.1. С.39-45
- Китайская Народная Республика: провинция Хэйлунцзян (современное состояние)/ АН СССР. ДВНЦ. Ин-т истории, археологии и этнографии народов Дал. Востока. Препринт. Владивосток, 1987. 64с. Совм. с Белоглазовым Г. П.

1988
- Категорическое отрицание или риторический вопрос?: (об употреблении служеб. слова «вэй» в «Лунь юе»)// XIX науч. конф. «Общество и государство в Китае»: тез. докл./ АН СССР. Ин-т востоковедения. М., 1988. Ч.1. С.99-103
- О реконструкции структуры «Даодэцзина»// Теоретические проблемы изучения литератур Дальнего Востока: тез. 13-й науч. конф. … / АН СССР. Ин-т востоковедения. М., 1988. Ч.1. С.67-73
- Кто автор известного текста трактата Лао-цзы? // Тезисы всесоюзной конференции ВАКИТ. 22-24 ноября 1988. М., 1988. С.31-33

1989
- О значении и смысле терминов «тянь» и «мин» в раннеконфуцианском памятнике «Лунь юй»// XX науч. конф. «Общество и государство в Китае»: тез. докл./ АН СССР. Ин-т востоковедения. 1989. Ч.1. С.55-58
- The initial stage study of Confucius doctrine at the Far Eastern department of the Soviet Union academy of sciences// The Summary of academic paper of the 2540th anniversary of the birth of Confucius and the academic symposium. 1989. Pt.2. P.47-53
- Сост.: Северо-Восточный Китай в 80-е годы XX в.: справочник/ АН СССР, ДВО. Ин-т истории, археологии и этнографии народов Дальнего Востока. Владивосток: Изд-во Дальневост. ун-та, 1989. 319 с. Совм. с др.

1990
- Интеллектуальная реконструкция учения Конфуция// Вестн. ДВО АН СССР. Владивосток, 1990. № 5. С.141-154
- О смысле «дао» и «дэ» в раннеконфуцианском памятнике «Лунь юй»// XXI науч. конф. «Общество и государство в Китае»: тез. докл./ АН СССР. Ин-т востоковедения. М., 1990. Ч.1. С.39-43

1991
- Значение термина «шо» в раннеконфуцианском памятнике «Лунь юй»: не радость, а укор// XXII науч. конф. «Общество и государство в Китае»/ АН СССР. Ин-т востоковедения. М., 1991. Ч.1. С.54-59
- О категориальном значении местоимения «во» в раннеконфуцианском памятнике «Лунь юй»: (проблематика личности в учении Конфуция)// XXIII науч. конф. «Общество и государство в Китае»: тез. докл./ АН СССР. Ин-т востоковедения. М.,1991. Ч.1. С.39-44
- Интеллектуальная реконструкция учения Конфуция // Вестник ДВО АН СССР. Владивосток, 1991, № 3

1992
- Dui Kong-zi xueshuo jinxing lixing moni对孔子学说进行理性模拟 [Интеллектуальная реконструкция учения Конфуция]// Kong-zi yanchen 2540 zhounian jinian yu xueshu taolun hui lun wen ji [Сборник статей мемориального и научного симпозиума в честь 2540й годовщины рождения Конфуция]. Шанхай, 1992. Ч.2. С.1149-1169
- Пер.: Беседы и суждения Конфуция: [гл. 1-20]/ пер. с древнекит // Рубеж. Владивосток, 1992. № 1. С.259-310
- Послесловие: Относительно интеллектуальной реконструкции учения Конфуция// Там же. С.307-310
- Песня жизни и глины [О китайском скульпторе Чжан Жуньцзы] // Рубеж: Владивосток, 1992, № 1(863). С. 250—252

1993
- Существовала ли личность во времена Конфуция?// XXIV науч. конф. «Общество и государство в Китае»: тез. докл./ РАН. Ин-т востоковедения. М.,1993. Ч.1. С.32-35

1994
- Конфуций как основоположник китайской цивилизации// Китайская традиционная культура и проблемы модернизации: тез. докл. V Междунар. науч. конф. «Китай, кит. цивилизация и мир»: История, современность, перспективы/ РАН. Науч. совет по проблемам комплекс. изучения соврем. Китая, Ин-т Дал. Востока. М., 1994. Ч.2. С.146-151
- Некоторые соображения об архитектонике раннеконфуцианского памятника «Лунь юй»// XXV науч. конф. «Общество и государство в Китае»: тез. докл./ РАН. Ин-т востоковедения. М., 1994. С.81-86

1995
- Город Харбин: справочник/ РАН. ДВО. Ин-т истории, археологии и этнографии народов Дал. Востока. Владивосток: Дальнаука, 1995. 100с. Совм. с др.
- Изучение «Лунь юй»: школа, творчество, герменевтика// I Всероссийская науч. конф. «Китайская философия и современная цивилизация». … М., 1995. (Экспресс-информ./ РАН. Ин-т Дал. Востока; Вып.5). С.38-44
- О двух встречах Конфуция с Янхо: (проблемы жизнеописания Конфуция)// XXVI науч. конф. «Общество и государство в Китае»: тез. докл./ РАН. Ин-т востоковедения. М.,1995. С.13-20
- Христианство и конфуцианство как цивилизующие учения// Китай и Россия в Восточной Азии и АТР в XXI веке: тез. докл.: VI Междунар. науч. конф. «Китай, кит. цивилизация и мир: История, современность, перспективы» … / РАН. Науч. совет по проблемам комплекс. изучения соврем. Китая, Ин-т Дал. Востока. М., 1995. Ч.2. С.50-55

1996
- Двуликий Янус культуры: философские заметки о традиции и цивилизации в культуре // Россия и АТР. Владивосток, 1996, № 3. С.82-91
- Конфуций о «едином»// II Всероссийская конф. «Китайская философия и современная цивилизация». … / РАН. Ин-т Дал. Востока. М., 1996. С.78-83. (Информ. материалы. Сер.: Идейно-теорет. тенденции в соврем. Китае: нац. традиции и поиски путей модернизации; Вып.1)
- Криптограммы и эквивокации знаков неба в «Лунь юе»: (проблемы жизнеописания Конфуция)// XVII науч. конф. «Общество и государство в Китае»: тез. докл./ РАН. Ин-т востоковедения. М.,1996. С.28-33
- Цивилизация, Конфуций и будущее Китая// Проблемы Дальнего Востока. М., 1996. № 1. С.111-122

1997
- Конфуцианство как основа цивилизации Китая// Вестник ДВО РАН. Владивосток, 1997. № 1. С.42-48
- Поворот китайской письменности на особый путь развития и судьба древнекитайской философии// Перспективы сотрудничества Китая, России и других стран Северо-Восточной Азии в конце ХХ — начале XXI века: тез. докл. VIII Междунар. науч. конф. «Китай, кит. цивилизация и мир: История, современность, перспективы». … / РАН. Науч. совет по проблемам комплекс. изучения соврем. Китая, Ин-т Дал. Востока. М., 1997. Ч.2. С.77-81
- Ритуал как язык в философии Конфуция// III Всероссийская конф. «Китайская философия и современная цивилизация». … / РАН. Ин-т Дал. Востока. М., 1997. С.40-44. (Информ. материалы. Сер.: Идейно-теорет. тенденции в соврем. Китае: нац. традиции и поиски путей модернизации; Вып.2)

1998
- Изъяснение плана «Лунь юй»// XXVIII науч. конф. «Общество и государство в Китае»: тез. докл./ РАН. Ин-т востоковедения. М. 1998. Ч.2. С.285-294
- Новая гипотеза атрибуции «Лунь юй»// IV Всероссийская конф. «Философия Восточно-Азиатского региона и современная цивилизация». … / РАН. Ин-т Дал. Востока. М., 1998. С.50-55. (Информ. материалы. Сер.: Идейно-теорет. тенденции в соврем. Китае: нац. традиции и поиски путей модернизации; Вып.3)
- Учиться восполнению…: опыт интеллектуальной реконструкции фрагмента «Лунь юй»)// Китай и АТР на пороге XXI века: тез. докл. IX Междунар. науч. конф. «Китай, китайская цивилизация и мир: История, современность, перспективы». … / РАН. Науч. совет по проблемам комплекс. изучения соврем. Китая, Институт Дальнего Востока. М., 1998. Ч. 2. С.143-147

1999
- Сюань гуй, фаньсин чжи мэнь 玄圭，反省之门 (Sun dial, the door to reflection: New studies of Confucian Analects).— Тезисы доклада на конференции, посвященной 2550-летию со дня рождения Конфуция (на кит. и англ. языках). — Цзинянь Кун-цзы дань шэн 2550 чжоунянь гоцзи сюэшу таолуньхуй. Лунь вэнь. 1999, Пекин, ч.3, с.974-976 (кит.), 977—981 (англ.)

2000
- Изучение «Лунь юй» и гипотеза развития китайской письменности// Проблемы Дальнего Востока. М., 2000. № 3. С.148-160
- Конфуцианство и мир: развитие в XXI веке// Восток. М., 2000. № 2. С.153-155
- Мысли по поводу бамбуковых книг из Годяня [пров. Хубэй]// VI Всероссийская конф. «Философии Восточно-Азиатского региона и современная цивилизация». … / РАН. Ин-т Дал. Востока. М., 2000. С.47-53. (Информ. материалы. Сер. Г; Вып.6)
- О необходимости пересмотра взглядов на историческую эволюцию китайского письма// Китайское языкознание: изолирующие языки: Х Междунар. конф.: Материалы. … / РАН. Ин-т языкознания. М., 2000. С.37-46
- О принципе «хэ эр бу тун» у Конфуция// Китай в XXI веке: шансы, вызовы и перспективы: тез. докл XI Междунар. науч. конф. «Китай, кит. цивилизация и мир: История, современность, перспективы». … / РАН. Науч. совет по проблемам комплекс. изучения соврем. Китая, Ин-т Дал. Востока. М., 2000. Ч. 2. С.147-152
- Понятие «неусовещиваемости» в «Лунь юе»// XXX науч. конф. «Общество и государство в Китае»/ РАН. Ин-т востоковедения. М., 2000. С.154-158
- Проблемы древней истории развития китайского иероглифического письма: (новая гипотеза)// Сходознавство. Київ, 2000. № 11/12. С.165-202

2001
- Конфуций об утверждении единомыслия, двусмысленности и инакомыслии: (о некоторых особенностях строения текста «Лунь юй»)// VII Всероссийская конф. "Философии Восточно-Азиатского региона и современная цивилизация. … / РАН. Ин-т Дал. Востока. М., 2001. С.95-103. (Информ. материалы. Сер. Г; Вып.7/8)
- Урок в школе Конфуция: (реконструкция фрагмента 11,26 из Луньюя)// XXXI науч. конф. «Общество и государство в Китае»/ РАН. Ин-т востоковедения. М., 2001. С.191-196

2002
- Конфуций о преодолении отклонений при просветлении (тезисы)// XXXII науч. конф. «Общество и государство в Китае»/ РАН. Ин-т востоковедения. М., 2002. С.155-160
- О возникновении общепонятного идеофонографического письма в доциньском Китае// Китайское языкознание: изолирующие языки: XI Междунар. конф.: Материалы. … / РАН. Ин-т языкознания. М., 2002. С.372-379
- Пер.: Чэнь Кайго. Путь мастера цигун: подвижничество Великого Дао: история жизни учителя Ван Липина, отшельника в миру, записанная с его слов Чэнь Кайго, Чжэн Шуньчао: [пер. с кит.]. М.: Астрель: АСТ, 2002. 445 с. (Путь мастера)
- Предисловие [1999 г.]// Там же. С.5-14

2004
- Иероглиф и слово// Китайское языкознание. Изолирующие языки. XII Междунар. конф. Материалы. Москва, 22-23 июня 2004. М., 2004, С.83-91
- «Сюйгуа чжуань» и символика гексаграмм в свете «пре-синологического подхода»// IX Всероссийская конф. «Философии Восточно-Азиатского региона и современная цивилизация». … / РАН. Ин-т Дал. Востока. М., 2004. С.152-164. (Информ. материалы. Сер. Г; Вып.[11/12]. На тит. л. ошибочно: Вып.9/10)
- Пер.: Чэнь Кайго. Подвижничество Дао: Врата Девяти Драконов: [история жизни даосского мастера Ван Липина, отшельника в миру: пер. с кит.]/ Чэнь Кайго, Чжэн Шуньчао. [2-е изд., испр. и доп.]. Орел: ИНБИ, 2004. 331 с.
- Предисловие [2003 г.]// Там же. С.5-10

2005
- Конфуцианство и современная цивилизация// Восток. М., 2005. № 3. С.156-161
- Наблюдение ошибок двух школ традиционного каноноведения и создание пре-синологии как новой науки (Цзянь юй цзю цзинсюэ лян пай сюэшу ходун эр цзяньли синь сяньцинь сюэ) 监於 旧 经学 两派 学术活动而建立新 先 秦 學; To observe mistakes of two schools of old jingxue and to build up pre-sinology as a new branch of science// 丽•伊•戈洛瓦乔娃 纪念孔子诞生2555周年国际学术研讨会论文集 [Сборник статей междунар. науч. конф. в честь 2555-летия со дня рождения Конфуция]. Пекин, 2005. На кит. Т.3, С.1040-1044. На англ. Яз. Т.4, С.2143-2156. Сведения доступны также по интернету. URL: https://web.archive.org/web/20111029004253/http://epub.cnki.net/grid2008/detail.aspx?QueryID=5&CurRec=1

2007
- Конфуций о цельности// XII Всероссийская конф. «Философии Восточно-Азиатского региона и современная цивилизация». … / РАН. Ин-т Дал. Востока. М., 2007. С.129-138. (Информ. материалы. Сер. Г; Вып. 14)
- Пер.: Чэнь Кайго. Подвижничество Великого Дао: репортаж о господине Ван Липине, отшельнике в миру: [пер. с кит.]/ Чэнь Кайго, Чжэн Шуньчао. [3-е изд., доп. и перераб.]. М.: Родович, 2007. 417 с.: ил. (Сер.: Сокровенный Китай)
- Предисловие [2006 г.]/ Там же. С.9-12, 15-21

2008
- Наблюдение ошибок двух школ традиционного каноноведения и обоснование пре-синологии// XIII—XIV Всероссийские конф. «Философии Восточно-Азиатского региона и современная цивилизация. …»/ РАН. Ин-т Дал. Востока. М., 2008. С.75-85. (Информ. материалы. Сер. Г; Вып.15, Ч.2)
- О самоназвании конфуцианцев// Там же. С.85-92
- По поводу доциньского письма: пре-синология, китайская сянь цинь сюэ и Карлгрен// XXXVIII науч. конф. «Общество и государство в Китае» / РАН. Ин-т востоковедения. М., 2008. С.127-135

2009
- Интервью: Головачёва Лидия Ивановна. 2009. Пекин: [в рамках проекта «Синология — устная история»]/ провел интервью В. Ц. Головачёв. URL: https://web.archive.org/web/20131218132656/http://www.ivran.ru/project-modernization-models/57 (дата обращения: 15.04.2012)
- Golovacheva L. I. Confucius Is Not Plain, Indeed// Современная миссия конфуцианства — сборник докладов междунар. науч. конф. в память 2560 годовщины Конфуция — Пекин, 2009. В 4 т. С.405-415 《儒学的当代使命——纪念孔子诞辰2560周年国际学术研讨会论文集（第四册）》 2009年
- Пер.: Шэн Юэ. Университет имени Сунь Ятсена в Москве и китайская революция: воспоминания/ РАН. Ин-т востоковедения. М.: ИВ РАН, 2009. 319 с. Совм. с В. Ц. Головачёвым

2010
- Конфуций поистине непрост// XL науч. конф. «Общество и государство в Китае»/ РАН. Ин-т востоковедения. М., 2010. С.323-332. (Учен. зап./ Отд. Китая; Вып.2)
- 儒家自称新探 [Новое исследование самоназвания конфуцианцев]=New research on Confucian school self-name 儒 (ru)// 三届世界儒学大会, 论文集 [Сборник докладов 3-го всемирного форума конфуцианцев]. Цюйфу, 2010. C.238-247. Кит., англ. яз. 2011
- О структуре виртуальных текстов фрагментов «Лунь юй»// XV Всероссийская конф. «Философии Восточно-Азиатского региона и современная цивилизация. …»/ РАН. Ин-т Дал. Востока. М., 2010. С.119-127 (Информ. материалы. Сер. Г; Вып.16)

2011
- О канонической части «Да сюэ» с точки зрения пре-синологии: (тезисы)// XLI науч. конф. «Общество и государство в Китае»/ РАН. Ин-т востоковедения. М., 2011. С.328-334. (Учен. зап./ Отд. Китая; Вып.3)
- Что это значит — изучать Конфуция?// Китаєзнавчі дослідження. Збірка наукових праць. Том 1. — Київ: Інститут сходознавства ім. А. Ю. Кримського НАН України, Українська асоціація китаєзнавців, 2011, С.151-152
- Головачёва Лидия Ивановна. Библиография// Китаєзнавчі дослідження. Збірка наукових праць. Том 1. — Київ: Інститут сходознавства ім. А. Ю. Кримського НАН України, Українська асоціація китаєзнавців, 2011, С.153-155

2012
- Записи о поездке на всемирный форум конфуцианцев в 2010 г.: «Обращение к должному» и расшифровка самоназвания конфуцианцев// XLII науч. конф. «Общество и государство в Китае»/ РАН. Ин-т востоковедения. М., 2012. Т. 2. С.41-47. (Учен. зап./ Отд. Китая; Вып.6)
- "Позавчерашней ночью мне снилась беседа с Го Мо-жо … «. Размышления о переводах и изучении „Даодэцзин“// Материалы V Междунар. науч. конф. „Проблемы литератур Дальнего Востока“. 27 июня — 1 июля 2012 г. — СПб., 2012. с. 81-88

2013
- Быть летописцем современной мысли»: китайская периодика и журнал Дунфан цзачжи накануне и после Синьхайской революции // В Сб. Синьхайская революция и республиканский Китай: век революций, эволюции и модернизации. М., 2013, С.160-165, 336
- «Соединённые штаты Китая» и другие планы политического преобразования страны (по материалам журнала Дунфан цзачжи 1921—1924 гг.) // В Сб. Синьхайская революция и республиканский Китай: век революций, эволюции и модернизации. М., 2013, С.166-179, 337
- О переводе даосских терминов син 性 и мин 命 на русский язык // Архив российской китаистики. — М.: Наука, Восточная литература, 2013, т.2, С. 102—106

2014
- ОИГК — Конфуций — Совесть. К 30-летию одного научного открытия (Отрывок из воспоминаний) // Общество и государство в Китае. XLIV н.к. — М., 2014, Ч.1, С.553-564
- Изначальные трудности перевода, метод В. М. Алексеева и проблема аутентичности текста «Лунь юй» // Проблемы литератур Дальнего Востока. VI. Международная научная конференция. 25-29 июня 2014 г.: Сборник материалов. — СПб, Т.2, С.35-44

2015
- Археологические находки древних письменных памятников и их интерпретация сторонниками китайской грамматологической парадигмы. // Общество и государство в Китае. XLV н.к. — М., 2015, С. 401—410

2016
- Ян Бо-цзюнь о названии, авторстве и времени создания «Лунь-юй». // Общество и государство в Китае. XLVI н.к. — М., 2016, С. 282—288.
- Дискуссия учёных КНР об аутентичности и проблеме происхождения «Лунь-юй» в журнале «Кунцзы яньцзю» (1986—1990 гг.). // Проблемы литератур Дальнего Востока. VII международная научная конференция. 29 июня — 3 июля 2016 г.: Сборник материалов. — СПб, Т. , С. 380—389.
- «Беседы и суждения» Конфуция. / Перевод с древнекитайского Л. И. Головачёвой. Повторная публикация перевода 1992 г. с комментариями редакции. // Архив российской китаистики. III. 2016. С. 237—306.

2021
- Головачёва Л. И. Джеймс Легг об истории текста «Лунь юй». Ориенталистика. 2020;3(5):1280-1297. https://doi.org/10.31696/2618-7043-2020-3-5-1280-1297
- Ступени в Небо. Два трактата Бессмертных Чжун-ли Цюаня и Люй Дун-биня об алхимическом Дао / [пер. с кит., предисловие и примечания: Л. И. Головачёва]. / Отв. ред. В. Ц. Головачёв. М.: Ганга, 2021, 480 с. ISBN 978-5-907432-07-9 (ИД «Ганга») ISBN 978-5-907384-39-2 (ФГБУН ИВРАН)

2023
- Головачева Л. И. (1937—2011). Проблема возникновения автономной человеческой личности в Древнем Китае: дискуссии советских и китайских ученых в 1980-х гг. Публикация В. Ц. Головачева // Вопросы философии. 2023. № 3. С. 176—183.